# Marc Scherer
Pour les articles homonymes, voir Scherer.
Marc Scherer, né le 23 juin 1908 à Quingey et mort le 31 mars 1980 à Tanger, est un homme politique français. Il est député de la Haute-Marne pour le Mouvement républicain populaire de 1946 à 1951.

## Biographie
Il est le secrétaire général de la Jeunesse étudiante chrétienne (JEC).
En 1946, il est le rédacteur en chef de Forces nouvelles, l'hebdomadaire du MRP.
Après sa défaite aux élections législatives de 1951, il commence une carrière de diplomate. Il est conseiller culturel à Djakarta de 1953 à 1962 puis à Lima de 1962 à 1965. Il est ensuite directeur du centre culturel français de Tanger et attaché culturel auprès du consulat général de la ville de 1965 à 1973.